# Elizabeth Symons
Elizabeth Conway Symons, baronne Symons de Vernham Dean (née le 14 avril 1951) est une femme politique et syndicaliste britannique. Membre du Parti travailliste, elle est ministre d'État au Moyen-Orient de 2001 à 2005. Elle est ancienne secrétaire générale du syndicat FDA et présidente de l'Arab British Chamber of Commerce (ABCC) depuis 2010.

## Jeunesse
Fille d'Ernest Symons, président du bureau de l'Inland Revenue, Symons fait ses études au Putney High School for Girls et au Girton College de Cambridge. Elle est stagiaire en administration au ministère de l'Environnement de 1974 à 1977. Elle travaille ensuite pour l'Inland Revenue Staff Federation de 1977 à 1989 et est secrétaire générale de l'Association des fonctionnaires de première division de 1989 à 1997. Elle quitte ce poste après sa nomination en tant que pair.

## Vie politique

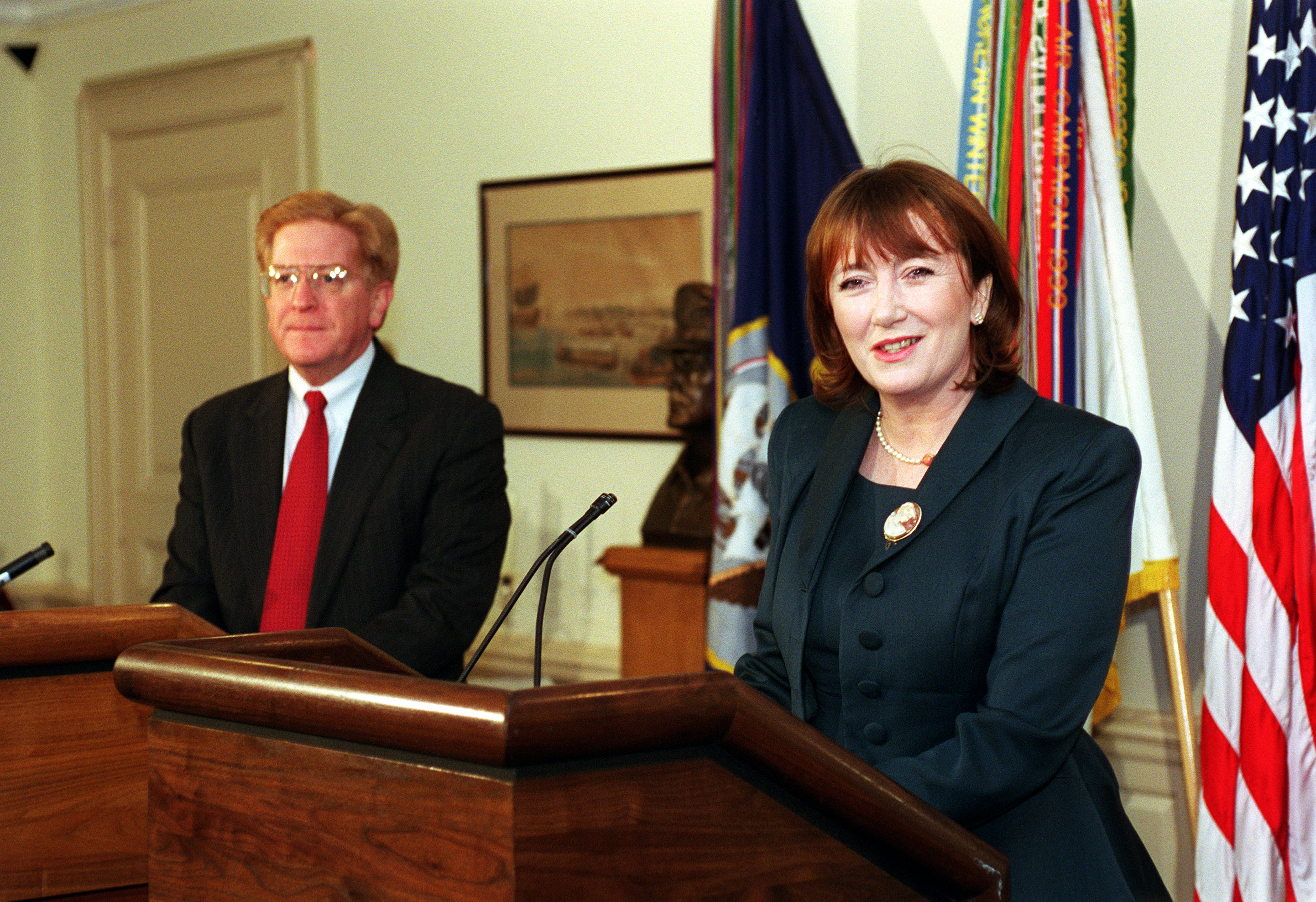
Lady Symons de Vernham Dean dans son rôle de ministre de la Défense.

Symons est créée pair à vie travailliste tant que baronne Symons de Vernham Dean, de Vernham Dean dans le comté de Hampshire, le 7 octobre 1996. De mai 1997 à juin 1999, elle est ministre junior du ministère des Affaires étrangères. De 1999 à 2001, elle est Ministre des Marchés publics de la défense et, de 2001 à 2003, ministre d'État au commerce. De 2001 à 2005, elle est ministre d'État aux Affaires étrangères chargée du Moyen-Orient, de la sécurité internationale, des affaires consulaires et personnelles, et chef adjointe de la Chambre des lords.
Symons est membre du British-American Project (BAP). Selon The Guardian, il compte 600 dirigeants et leaders d'opinion, issus à parts égales des deux pays, et tient une conférence annuelle au cours de laquelle tout ce qui est dit est officieux. Elle siège également au conseil des gouverneurs de la Ditchley Foundation.
En 2001, elle épouse son partenaire de longue date, Phil Bassett, un ancien journaliste du Times. Ils ont un fils, James, né en 1985. En octobre 2002, Bassett est nommé à l'Unité des communications stratégiques au 10 Downing Street, quittant le poste en septembre 2003 pour devenir conseiller spécial de Lord Falconer of Thoroton, Lord Chancelier et Secrétaire d'État aux affaires constitutionnelles.
Elle est membre senior du réseau de l'European Leadership Network (ELN).
Symons quitte le gouvernement après les élections générales du 5 mai 2005 et devient administrateur non exécutif de British Airways. Elle siège au conseil d'administration du John Smith Memorial Trust, une ONG créée en 1995 à la mémoire du défunt chef du parti travailliste John Smith.

## Allégations de conflit d'intérêts
Le Guardian allègue dans son numéro du 9 janvier 2005 que Symons aurait utilisé son poste pour donner un "traitement spécial" à David Mills, époux de la secrétaire à la Culture Tessa Jowell. Mills cherchait son aide pour contourner un embargo commercial américain contre l'Iran afin de vendre pour 200 millions de dollars de jets aérospatiaux britanniques à ce pays.
Le 9 février 2006, The Guardian la mentionne comme l’un des anciens ministres du gouvernement ayant accepté des postes lucratifs en tant que directeurs d’entreprise et consultants. Dans le cas de Symons, les sociétés impliquées sont British Airways, le cabinet d'avocats DLA Piper et la Peninsular and Oriental Steam Navigation Company (P&O).
En 2009, des allégations similaires sont formulées lorsqu'elle prend un poste lucratif auprès de la banque d'investissement britannique MerchantBridge, qui gagne des millions grâce à des contrats dans l'Irak d'après-guerre, et aussi lorsqu'elle devient membre du Conseil national de développement économique de Libye peu avant la libération d' Abdelbaset Al Megrahi, qui est reconnu coupable de l'attentat de Lockerbie. Symons quitte Conseil national de développement économique en 2011 au milieu d'un soulèvement populaire contre le gouvernement de Mouammar Kadhafi.[réf. nécessaire]